# Ktesibios

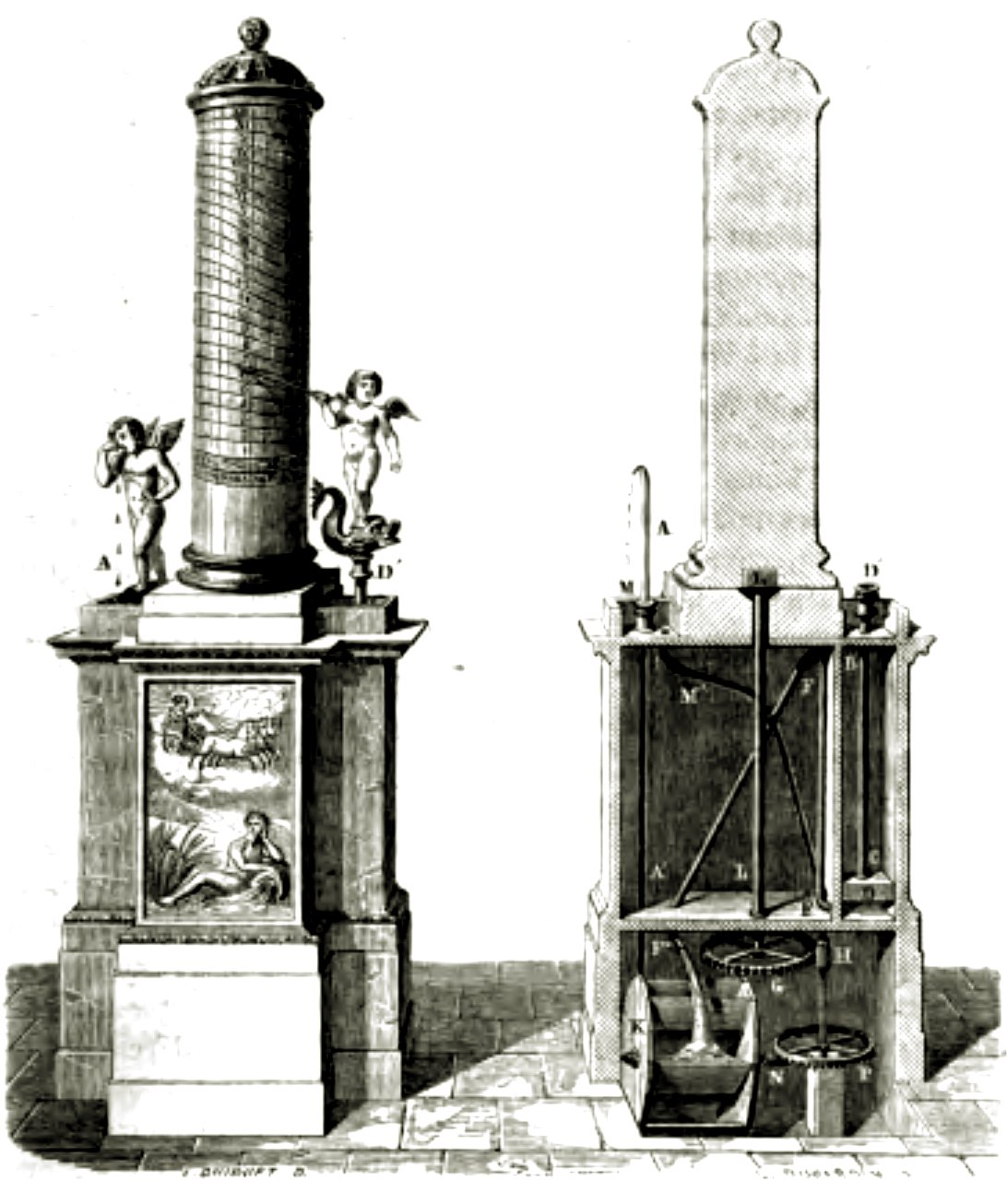
Zegar wodny Ktesibiosa

Ktesibios (gr. Κτησίβιος ὁ Ἀλεξανδρεύς, ur. 285 p.n.e., zm. 228 p.n.e.) – grecki konstruktor, wynalazca i matematyk, działający w Aleksandrii za panowania Ptolemeusza II Filadelfosa. Jego prace na temat sprężystości powietrza i konstrukcje wykorzystujące to zjawisko dały mu tytuł „ojca pneumatyki”. Żadne z dzieł Ktesibiosa nie przetrwało do czasów współczesnych, a jego dokonania znamy przede wszystkim z pism Filona z Bizancjum, Herona i Witruwiusza.

## Życie
Bardzo mało wiadomo o jego życiu. Ojciec Ktesibiosa był fryzjerem, początkowo sam wynalazca także pracował w tym zawodzie. Dla ułatwienia sobie pracy skonstruował lustro, którego pozycję można było łatwo dostosowywać dzięki ołowianej przeciwwadze. Później pracował w aleksandryjskim Museionie (prawdopodobnie był jego pierwszym kierownikiem).

## Działalność naukowa
Tytuł „ojca pneumatyki” zawdzięcza pierwszym badaniom nad sprężystością powietrza oraz dwóm pracom: bardziej teoretycznej „Dowody pneumatyczne” i praktycznej „Zastosowania”, w których opisał wiele urządzeń wykorzystujących zjawisko ściśliwości powietrza (choć pierwsza wzmianka o ciśnieniu atmosferycznym pojawia się wcześniej u Empedoklesa, a wkład w rozwój pneumatyki wniósł prawdopodobnie także Straton z Lampsaku). Ktesibios był wynalazcą pierwszego zegara, działającego dzięki stałemu strumieniowi wody. Jak wspomina Witruwiusz, konstruował też zegary, które pozwalały o wyznaczonej godzinie uruchamiać różne automaty, budowane w celach rozrywkowych. Witruwiusz wskazuje Ktesibiosa jako konstruktora pompy tłokowej, wynalazku, który był powszechny jeszcze w czasach Cesarstwa Rzymskiego. Ktesibios był wynalazcą organów wodnych – prekursora średniowiecznych organów, zajmował się także konstrukcją broni miotających, wykorzystujących energię sprężystości sprężyn ze stopów metali oraz sprężonego powietrza (aerotonon). Jako pierwszy wprowadził do mechaniki zawór.